# Overgangsfase
En overgang fra substrat til produkt, når aktiveringsenergien er opnået. Varme kan nogle gange erstatte transferase enzymet som katalysator.